# Épiphanie Nyirabaramé
Épiphanie Nyirabaramé (sinh ngày 15 tháng 12 năm 1981 tại Butare) là một vận động viên người Rwanda chuyên chạy marathon và chạy đường dài. Cô đại diện cho Rwanda tại hai trận đấu Olympic (2004 ở Athens và 2008 ở Bắc Kinh).
Nyirabaramé lần đầu tiên thi đấu tại Thế vận hội Mùa hè 2004 ở Athens, nơi cô đã hoàn thành năm mươi tư và hoàn thành cuộc đua trong cuộc đua marathon nữ, với thời gian là 2:51:50. Tại Thế vận hội thứ hai của cô ở Bắc Kinh, mặt khác, cô đã hoàn thành cuộc đua marathon nữ, chỉ bảy giây sau Zuzana Šaríková của Slovakia, với thời gian tốt nhất có thể là 2:49:32.
Nyirabaramé đã đạt được thành tích tốt nhất của mình tại Giải vô địch thế giới IAAF năm 2009 tại Berlin, Đức, khi cô hoàn thành cuộc đua trong cuộc đua marathon nữ, kết thúc ở vị trí thứ hai mươi sáu, với thời gian 2:33:59. Ngoài những gì tốt nhất về cá nhân, Nyirabaramé cũng lập kỷ lục quốc gia, được Marcianna Mukamurenzi nắm giữ trước đó vào những năm 1990.
Nyirabaramé đã được xuất hiện trong bộ phim tài liệu của Mỹ, Spirit of the Marathon II, với sự thể hiện của cô trong Rome Marathon 2012.